# جام باشگاه‌های کارائیب ۲۰۰۵
جام باشگاه‌های کارائیب ۲۰۰۵ یک رقابت بین‌المللی فوتبال باشگاهی بود که در کارائیب برای تعیین مسابقات مقدماتی این منطقه برای جام قهرمانان کونکاکاف برگزار شد.

## مرحله اول
| تیم ۱             | نتیجه نهایی | تیم ۲                 | بازی رفت | بازی برگشت |
| ----------------- | ----------- | --------------------- | -------- | ---------- |
| بریتانیا          | ۱–۴         | رابین‌هود              | ۱–۲      | ۰–۲        |
| ساگیکور ساوت ایست | ۱–۸         | باسا                  | ۰–۶      | ۱–۲        |
| دابلانک           | ۱–۶         | هاپرز                 | ۱–۲      | ۰–۴        |
| رویال ۹۵          | ۱–۳         | ویکتوری بویز          | ۰–۰      | ۱–۳        |
| نوردرن یونایتد    | ۵–۲         | پاسیتیو وایبز ویکتوری | ۰–۲      | ۵–۰        |

## یک‌چهارم نهایی
| تیم اول      | مجموع  | تیم دوم          | بازی رفت | بازی برگشت |
| ------------ | ------ | ---------------- | -------- | ---------- |
| رابین‌هود     | w/d    | نورث ایست استارز |          |            |
| باسا         | ۳ - ۷  | سنترو باربر      | ۱ - ۱    | ۲ - ۶      |
| هاپرز        | ۰ - ۱۰ | پورتمور یونایتد  | ۰ - ۳    | ۰ - ۷      |
| ویکتوری بویز | ۱ - ۲  | نوردرن یونایتد   | ۱ - ۱    | ۰ - ۱      |

## نیمه نهایی
| تیم اول     | مجموع | تیم دوم         | بازی رفت | بازی برگشت |
| ----------- | ----- | --------------- | -------- | ---------- |
| رابین‌هود    | ۷ - ۳ | نوردرن یونایتد  | ۳ – ۱    | ۴ - ۲      |
| سنترو باربر | ۲ - ۳ | پورتمور یونایتد | ۱ - ۳    | ۱ - ۰      |

## فینال
| رابین‌هود | ۲ - ۱ | پورتمور یونایتد |
| -------- | ----- | --------------- |
|          |       |                 |

| رابین‌هود | ۰ - ۴ | پورتمور یونایتد |
| -------- | ----- | --------------- |
|          |       |                 |